# Захоплення прапора (кібербезпека)
В інформаційній безпеці захоплення прапора (англ. Capture the Flag, CTF) — різновид криптоспорту, змагання з комп'ютерної безпеки.
CTF-контести зазвичай є навчальними змаганнями з метою отримання учасниками досвіду машинного захисту (securing a machine), а також реагування на напади. Зворотна інженерія, аналіз трафіку, аналіз протоколів, системне адміністрування, програмування і криптоаналіз — всі ці навички вимагалися попередніми контестами CTF на DEF CON.
Захоплення прапора (CTF) — традиційне змагання, в якому хакери шукають вразливості та вирішують крутиголовні задачі у пошуках «прапорів» — бітових даних, які повідомляють системі, що ви виконали поставлені завдання. Зазвичай прапор є рядком випадкових даних або тексту в певному форматі. Приклад прапора: {congr4tz_y0u_found_1t}
Існують два основні стилі CTF: атака/захист (attack/defense) та Jeopardy!. Проводяться також змішані змагання.
У контексті на атаку/захист (Attack-Defence, атака-захист, напад-захист) кожна команда отримує власну мережу (або лише один хост) з vulnarable services. Зазвичай команди мають час для патчення своїх сервісів та розробки експлойтів. А тоді організатори з'єднують учасників змагань — і починається бойова гра! Необхідно захистити власні сервіси у точках захисту (пунктах оборони) та хакнути опонентів у точках атаки.
Історично це перший тип CTF, всі знають про DEF CON CTF — щось на зразок чемпіонату світу.
Команди отримують бали за успішний захист своєї машини та за успішні атаки на машини інших команд. Залежно від характеру конкретної гри команди можуть намагатися захопити прапор суперника або підсадити свій прапор на машину супротивника.
Два з найбільш видатних attack/defense CTF проводяться щороку на DEF CON, найбільшій хакерській конференції, і NYU-CSAW (Cyber Security Awareness Week), найбільшому студентському контесті з кібербезпеки
.
Jeopardy!—змагання зазвичай включають декілька категорій завдань (Web, Forensic, Crypto, Binary чи щось інше), кожна з яких містить різноманітні питання різних типів та рівнів складності. Команди намагаються заробити найбільшу кількість балів у часових рамках (наприклад, за 24 години), а не атакують одна одну. На відміну від перегонів, цей стиль гри заохочує до пошуків підходів до викликів та визначає пріоритетною кількість правильних подань за часом. Команда може отримати декілька пойнтів за кожну вирішену задачу. Зазвичай складніші завдання приносять більше пойнтів. Наступне завдання в ланцюжку можна відкрити лише після того, як уся команда вирішить попереднє завдання. Переможцем (CTF Winer) стає той, хто назбирає найбільше пойнтів за ігровий час. Відомим прикладом CTF такого стилю є Defcon CTF quals.
Змішані змагання можуть змінювати доступні формати. Це може бути щось подібне до Wargame зі спеціальним часом для елементів на основі завдань (наприклад, UCSB iCTF).
Ігри CTF часто стосуються багатьох інших аспектів інформаційної безпеки: криптографії, стего, бінарного аналізу, зворотної інженерії, мобільної безпеки та інших.
Хороші команди загалом мають навички та досвід у всіх цих напрямках.
У 2018 році пройшло перше змагання Capture the Flag по автомобільній тематиці. Організатор змагань — компанія Riscure, що розробляє обладнання для атак на криптографічні системи та надає послуги аналізу захищеності таких систем. Змагання тривали більш ніж пів року, деякі завдання потребували тижнів налаштувань та аналізу. На цих змаганнях українська команда s0s1 здобула друге місце, поступившись в останній день команді з США.